# Theorie der muslimischen Entdeckung Amerikas
Die Theorie der muslimischen Entdeckung Amerikas ist eine Theorie, die davon ausgeht, dass die Entdeckung Amerikas bereits vor Kolumbus durch muslimische Seefahrer stattgefunden hat. Diese sollen Amerika vor Kolumbus nicht nur mit ihren Schiffen erreicht, sondern es auch bereits kartiert haben. Infolgedessen seien europäische Entdecker mit Karten aufgebrochen und hätten nach bekannten Landmassen gesucht und nicht nur zufällig gefunden. Wichtigster Vertreter dieser Theorie ist der türkische Wissenschaftshistoriker Fuat Sezgin. Er hat sie in einem Kapitel seiner Geschichte des arabischen Schrifttums mit textlichen und kartographischen Argumenten ausgebreitet, ohne damit aber bei westlichen Fachhistorikern Gehör zu finden. Daneben hat diese Theorie bei den Muslimen Nordamerikas und Lateinamerikas einige Anhänger. Auch Recep Tayyip Erdoğan machte sich diese Theorie zu eigen, als er 2014 in Istanbul vor Vertretern von Muslimen aus Lateinamerika eine Ansprache hielt.

## Die ausgearbeitete Version der Theorie von Fuat Sezgin
Fuat Sezgin hat seine Version der Theorie in einem Kapitel des 13. Bandes seiner Geschichte des arabischen Schrifttums, die der mathematischen Geographie und Kartographie im Islam und ihrem Fortleben im Abendland gewidmet ist und 2007 erschien, entwickelt. Dieses Kapitel, das mit Die Entdeckung des amerikanischen Kontinents durch muslimische Seefahrer vor Kolumbus überschrieben ist, wurde 2006 bereits vorab als Auszug im Internet veröffentlicht.

### Zurückweisung der China-Hypothese von Gavin Menzies

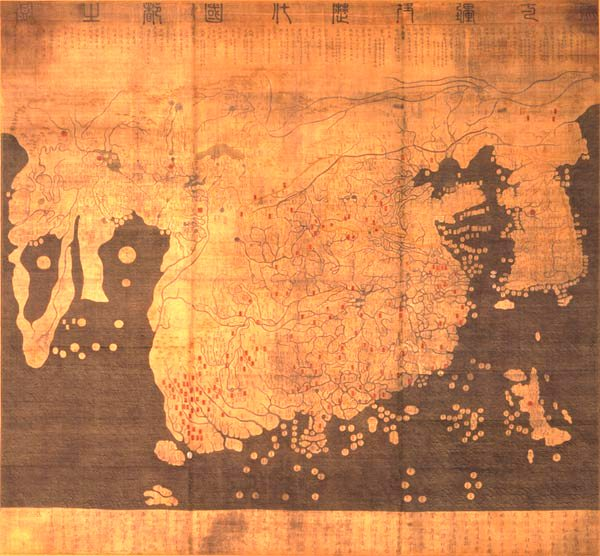
Die koreanische Kangnidokarte von 1402, auf die sich Menzies gestützt hatte.

Am Anfang dieses Textes setzt sich Sezgin ausführlich mit der Hypothese des britischen Marine-Kommandanten Gavin Menzies auseinander, der zufolge Amerika in den Jahren 1421 bis 1423 von den Chinesen im Rahmen einer Weltumsegelung entdeckt wurde. Menzies hatte diese These unter anderem auf die Karte des Zuane Pizzigano aus dem Jahre 1424 gestützt und daraus, dass auf dieser Karte vier Inseln im westlichen Atlantik erscheinen, geschlossen, dass schon 70 Jahre vor Kolumbus in der Karibik eine Kolonie gegründet worden war. Er war davon überzeugt, dass es nicht die Portugiesen waren, die die Karibischen Inseln entdeckt hatten, sondern China, weil allein diese Macht über die die „materiellen Mittel, die wissenschaftlichen Kenntnisse und die seemännische Erfahrung“ verfügte, um eine solche Entdeckungsreise durchzuführen. Nach Menzies' Auffassung war es der chinesische Admiral Zheng He gewesen, der Amerika auf seiner sechsten Reise (1421–1422) entdeckt hatte. Seine Flotte soll nach der Umrundung der Südspitze Afrikas ihre Reise nach Westen fortgesetzt und nach der Kartierung der östlichen Küstenlinie Amerikas durch das Nordmeer, entlang der Küsten Europas und Asiens, nach Hause zurückgekehrt sein. Eine Bestätigung seiner These fand Menzies in der Kangnidokarte aus Korea, die auf eine chinesische Vorlage zurückgeht. Von ihr meinte er, dass sie nur von jemandem gezeichnet sein könne, der um das Kap der Guten Hoffnung herumgesegelt sei.
Sezgin weist die Hypothese Menzies' mit dem Argument zurück, dass die Quellen klare Angaben zum Verlauf von Zheng Hes Reise enthalten, so dass es keinen Raum für Spekulationen über Fahrten „nach Süden oder Westen über das heutige Mosambik hinaus“ gebe. Seiner Auffassung nach erledigt sich Menzies's Theorie auch deshalb, weil die von diesem angenommene Umsegelung Grönlands durch die chinesische Flotte im 15. Jahrhundert unmöglich war. Allerdings greift Sezgin in seinem Artikel mehrere von Menzies thematisierte kartographische Sachverhalte auf, deutet sie indessen anders im Sinne seiner eigenen Theorie, nach der es arabische Flotten waren, die Amerika entdeckten.

### Das veränderte Weltbild als Voraussetzung für die arabischen Seefahrten über den Atlantik

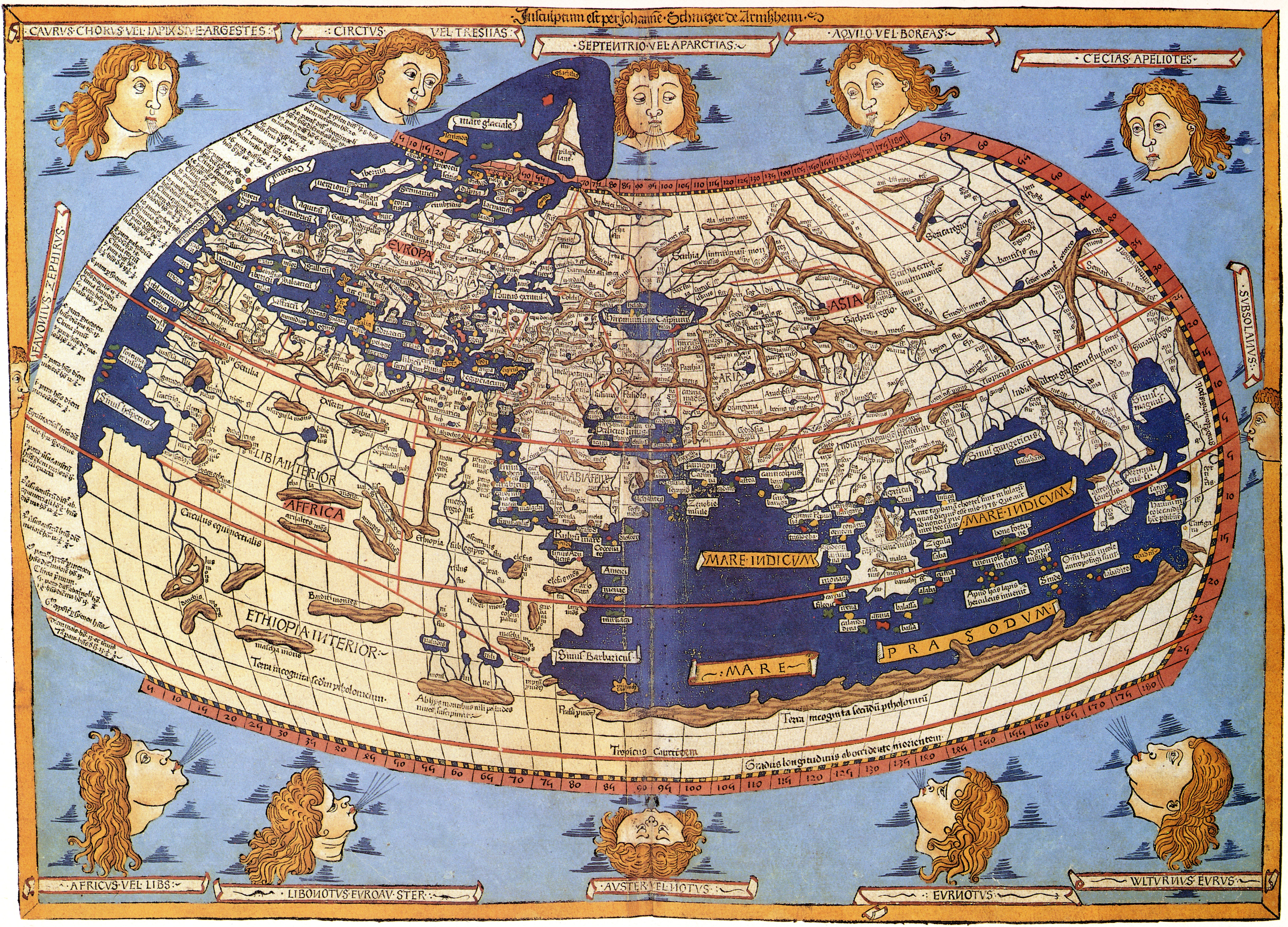
Weltkarte des Ptolemäus in einer Bearbeitung vom Ende des 14. Jahrhunderts

Für Sezgin steht fest, dass Bewohner der alten Welt schon Jahrhunderte vor Kolumbus den Atlantik überquerten und Amerika erreichten. Bis zu einem bestimmten Zeitpunkt hätten sich solche Begegnungen aus reinem Zufall ergeben. Denn um mit Absicht eine Entdeckungsreise unternehmen zu können, bedurfte man neben geeigneter Schiffe und Navigationstechnik Kenntnisse über den Umfang der Erde und Kenntnisse darüber, dass die Erde ein kugelförmiger Planet ist.

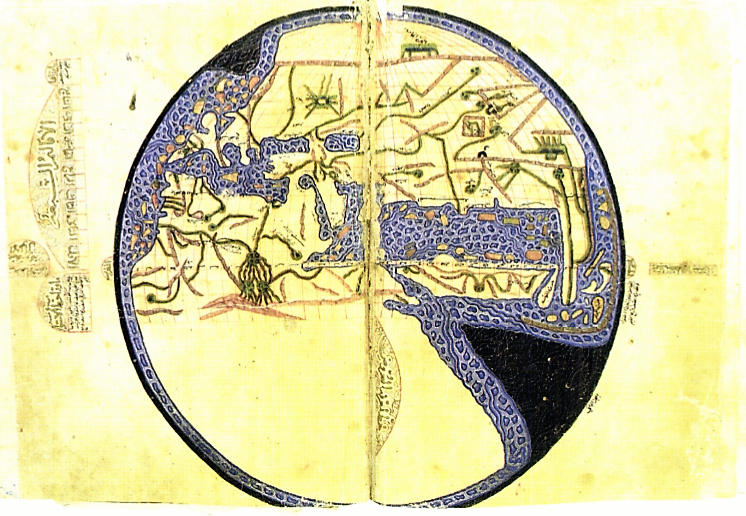
Weltkarte der Maʾmūn-Geographen vom ersten Drittel des 9. Jahrhunderts

Voraussetzung für eine kartographische Erfassung der Erdoberfläche war nach Sezgin, dass die „Vorstellung von der Geschlossenheit der unterschiedlichen Becken der Weltmeere“, die noch das Weltbild des Claudius Ptolemäus beherrschte, durch eine neue Vorstellung ersetzt wurde, nach der die Ökumene eine Inselgestalt hat. Eine solche Darstellung der Ökumene findet sich auf der Weltkarte, die arabische Geographen im 9. Jahrhundert im Auftrag des Kalifen al-Ma'mūn anfertigten: Die bewohnte Welt ist hier eine Insel, die ringsum von zwei Ozeanen umgeben ist. Der erste Ozean (al-baḥr al-muḥīṭ) befindet sich um die Ökumene herum, der für Schiffe befahrbar ist und von einem zweiten dunklen Ozean (baḥr aẓ-ẓulumāt) umgeben ist, dessen Schiffbarkeit wegen Dunkelheit als unmöglich galt. Die Vorstellung von dem dunklen Ozean war allerdings auch der Grund dafür, dass man für lange Zeit keinen ernsthaften Versuch wagte, Asien in Richtung Westen über den Atlantik zu erreichen.
Die Theorie vom unschiffbaren, finsteren Ozean wurde indessen einige Zeit später aufgegeben. So formulierte al-Bīrūnī (gest. 1048) die Hypothese, dass die bewohnte Welt von einem umfassenden Ozean umschlossen sei, der ihr östliches und westliches Ende voneinander und möglicherweise von einem dazwischen liegenden weiteren Festland oder einer bewohnten Insel trenne.

### Arabische Berichte zu Seefahrten über den Atlantik
Dass die Muslime bzw. Araber seit der ersten Hälfte des 10. Jahrhunderts wiederholt Versuche unternahmen, den Atlantik von der portugiesischen bzw. westafrikanischen Küste aus zu überqueren, um an das gegenüberliegende Festland zu gelangen, ist für Sezgin durch folgende Berichte belegt:

#### Von al-Andalus aus

##### Chaschchāsch aus Córdoba
Einen der frühsten Berichte über eine Atlantiküberquerung liefert nach Sezgin al-Masʿūdī (gest. 956) in seinem Werk Murūdsch adh-dhahab wa-maʿādin al-dschauhar über den jungen Andalusier Chaschchāsch aus Córdoba und seine Begleiter. Sie sollen mit von ihm bereitgestellten Schiffen auf den Ozean hinausgesegelt und erst nach geraumer Zeit mit reicher Beute zurückgekommen sein. Ihre Geschichte war al-Masʿūdī zufolge in al-Andalus bekannt.

##### Die acht Abenteurer von Lissabon
Der Geograph al-Idrīsī (gest. 1166) berichtet über acht Abenteurer, die ozeanische Expeditionen unternahmen und nach denen ein Weg in der Nähe des Hafens von Lissabon benannt wurde, der Weg der Abenteurer (Darb al-muġarrirīn). Die acht Männer waren miteinander verwandt, bauten sich ein Schiff, beluden es mit Wasser und Proviant, die für Monate reichten, und segelten damit in den Ozean. Nach Sezgin waren Geschichten über solche Seefahrten im Westen der islamischen Welt bekannt.

#### Von Westafrika aus
Das mittelalterliche Malireich war nach Sezgin ein anderer Ausgangspunkt für Seefahrten auf den Atlantik. Er bezieht sich hierbei auf einen Bericht von Ibn Fadlallāh al-ʿUmarī (gest. 1349) in seinem Werk Masālik al-abṣār fī mamālik al-amṣār über Mansa Musa. Demnach wurde dieser Herrscher auf seiner Haddsch-Wallfahrt in Ägypten gefragt, wie er an die Macht gekommen sei. Er soll darauf geantwortet haben, dass sein Vorgänger Abubakari II. eine Flotte habe ausrüsten lassen, mit dem Befehl, an das andere Ufer des Ozeans zu kommen. Nach geraumer Zeit sei nur ein einziges Schiff zurückgekehrt. Danach habe Abū Bakr eine weitere Flotte ausrüsten lassen und sei selbst mit demselben Zweck in den Ozean gefahren. Diesmal sei weder er noch einer seiner Begleiter zurückgekehrt.

### Die Frage nach dem Ersteller der ersten Amerika-Karte: Drei Karten, eine Vorlage
Besonders wichtig ist für Sezgin die Frage nach der Identität der Person, die als erste eine Kartierung Amerikas unternahm, denn aus zwei Berichten schließt er, dass dies nicht Kolumbus gewesen sein könne. Der eine Bericht stammt von dem Historiker Bartolomé de Las Casas (1484–1566), der Kolumbus auf der zweiten Reise begleitete. Er habe in seinem Werk Historia de la Indias berichtet, dass Kolumbus bereits eine Karte in der Hand gehabt habe, auf der „dieses Indien (die Küste des neuentdeckten Landes, das er für Indien hielt)“ verzeichnet gewesen sei. Dieser Bericht habe schon Paul Kahle zu der Annahme gebracht, dass Kolumbus bei seiner ersten Reise eine Karte zur Verfügung gehabt habe.
Der zweite Bericht befindet sich als Eintrag vom 25. September 1492 im Logbuch der Santa Maria. Diesem Bericht zufolge soll Kolumbus Martín Alonso Pinzón, der der Kapitän des Begleitschiffs Pinta (Schiff) war, drei Tage zuvor eine Karte gesandt haben, auf welcher Inseln verzeichnet waren, an deren Position die beiden Seefahrer hätten sein müssen. Paul Kahle sei aufgrund dieses Berichts überzeugt gewesen, dass Kolumbus eine Karte des atlantischen Ozeanes besessen habe, „auf der bereits etliche mesoamerikanische Inseln eingezeichnet waren,“ und er habe erkannt, dass diese Karte graduiert gewesen sei. Während Kahle es bei dieser Feststellung beließ, interpretiert Sezgin die beiden Berichte dahingehend, dass es wenigstens eine erfolgreiche Entdeckungsreise vor Kolumbus gegeben haben müsse, die von einem Kulturraum ausging, der in der Kartographie bewandert war.
Um die Frage zu beantworten, von welchem Kulturkreis diese Leistung erbracht wurde, und weil arabische Originalkarten nicht mehr vorhanden sind, setzt sich Sezgin intensiv mit historischen portugiesisch-spanischen Karten und der Kopie einer javanischen Karte auseinander.

#### Die Karte des Pīrī Re'īs

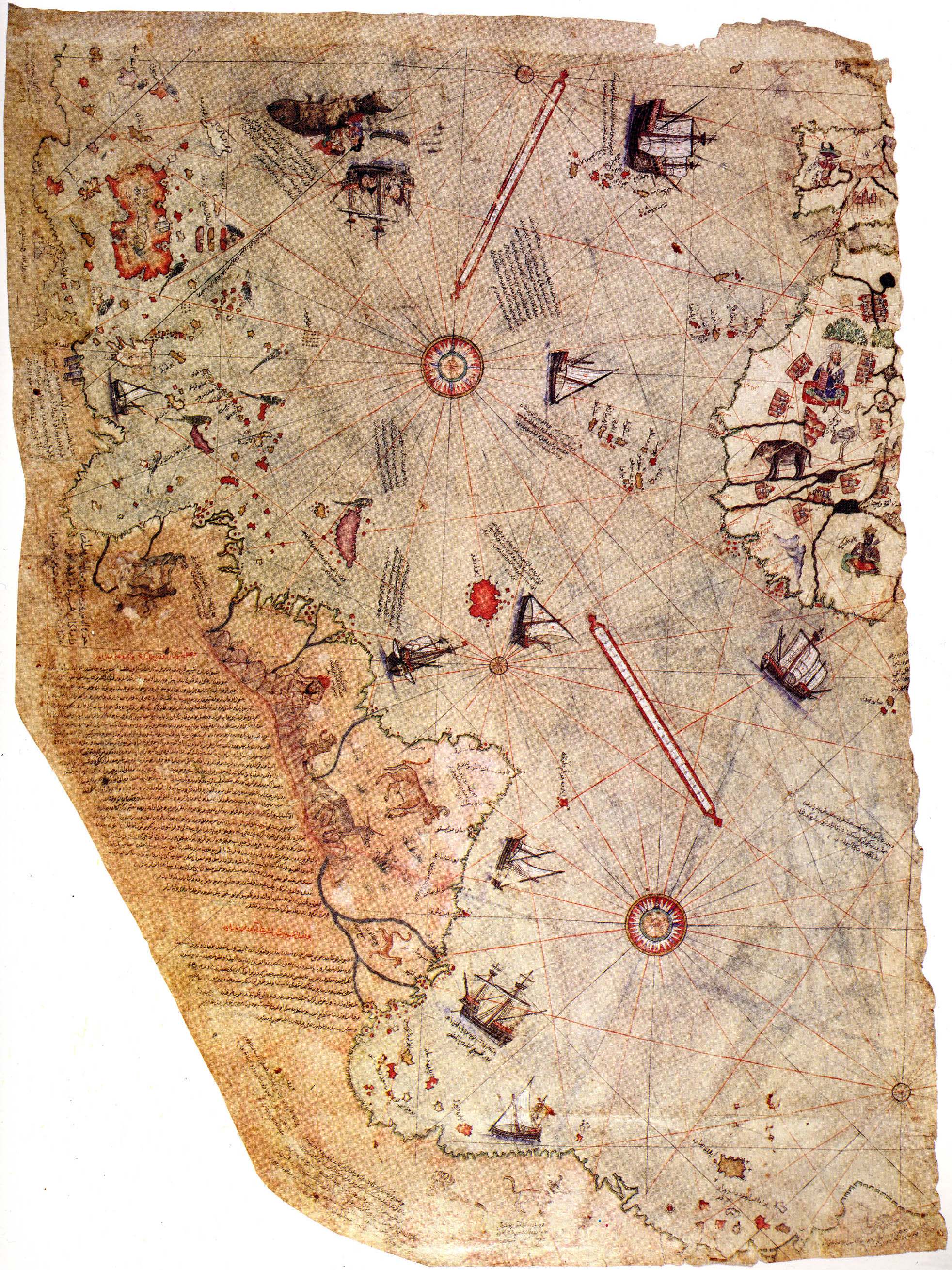
Die Atlantikkarte des Pīrī Re'īs von 1513

Fuat Sezgin war lange davon überzeugt, dass die von Kahle und anderen Kartographiehistorikern untersuchte Karte des osmanischen Admirals Pīrī Re'īs, auf deren linker Seite der östliche Teil Nord- und Südamerikas dargestellt ist, nur deshalb wichtig ist, weil sie oder genauer gesagt der nördliche Teil die für verloren gehaltene Karte des Kolumbus überliefert. Bezüglich des südlichen Teils hatte Kahle die Ansicht vertreten, dass er auf eine portugiesische Karte zurückging. Sezgin übernahm zunächst dies Auffassung, änderte seine Meinung aber später nach erneuter Beschäftigung mit der Karte für einen Vortrag über die Entdeckung Amerikas vor Kolumbus. Er gelangte dabei zu der Auffassung, dass der südamerikanische Teil der Pīrī Re'īs-Karte so präzise dargestellt sei, dass Kahles Theorie von einer portugiesischen Vorlage zurückgewiesen werden müsse, weil eine solche Exaktheit „für die Verhältnisse damaliger europäischer Seefahrer und Kartographen eigentlich unvorstellbar“ sei und Zweifel daran beständen, ob die europäischen Seefahrer, „die teilweise zufällig, teilweise nur für kurze  Zeit mit Südamerika in Berührung kamen, überhaupt Längengrade bestimmen“ konnten.
Um seine Ablehnung von Kahles Theorie zu begründen, zog Sezgin die ältesten erhaltenen portugiesischen Karten bis etwa 1502 zum Vergleich heran. Dabei stellte er fest, dass die Karte von Pīrī Re'īs bei der Darstellung Südamerikas erheblich genauer ist als die portugiesischen Karten und die Küstenlinie mit einer Exaktheit abbildet, die in der europäischen Kartographiegeschichte vor dem 18. Jahrhundert nicht zu finden ist, so dass auch die Abweichungen gegenüber einem modernen Atlas minimal sind. Besonderes Augenmerk legte Sezgin darauf, dass die Mündung des Flusses La Plata, dessen Entdeckung auf das Jahr 1515 zurückgehen soll, auf der Karte des Pīrī Reʾīs schon eingezeichnet war.
Viel Aufmerksamkeit widmete Sezgin außerdem „der sich im Süden der Pīrī Re'īs-Karte vom amerikanischen Kontinent gen Osten erstreckenden Landmasse“. Er vermutete hierin ein frühes Zeugnis einer flüchtigen Bekanntschaft der Muslime mit der Antarktis. Um diese Vermutung zu untermauern, berief er sich auf zwei europäische Berichte, die von muslimischen Seefahrten in den Süden berichten. Der erste stammt aus der Feder des dominikanischen Missionars Guillaume Adam, der im Zeitraum zwischen 1305 und 1314 in der islamischen Welt lebte. Nach Sezgin notierte er während seines Aufenthaltes an der Küste Ostafrikas, dass Handelsschiffe von dort aus weit in die Südhemisphäre hinein segelten. Der zweite Bericht stammt von dem italienischen Geographen Livio Sanuto. Demnach sind die Araber von Sansibar aus in Richtung Antarktis gesegelt.

#### Die Weltkarte des Alberto Cantino

Weltkarte des Alberto Cantino von 1502

Im Gegensatz zu der genauen Darstellung Südamerikas auf der Pīrī Reʾīs-Karte finden wir eine weitere Darstellung Brasiliens, die im Hinblick auf die Qualität ärmer ist, auf der gradnetzlosen Weltkarte des Alberto Cantino aus dem Jahre 1502. Diese Karte, die ein Jahr, nachdem Pedro Álvares Cabral auf seiner Indienfahrt (9. März 1500 bis 15. Mai 1501) unbeabsichtigt mit Brasilien in Berührung gekommen war, erschien, zeigt eine Darstellung der Küstenlinie Brasiliens, die Ähnlichkeit mit der tatsächlichen Küstenlinie hat. Sie zeigt auch die Inseln Kuba, Haiti, Jamaika, Puerto Rico und die Antillen, die auf der Karte des Bartoloméo Colombo aus dem Jahre 1503 fehlen. Christoph Kolumbus war zwar auf seinen vier Reisen auf diese Inseln gelangt und hatte über sie geschrieben, um sie kartographisch zu erfassen, so vermutet Sezgin, hätte es aber „viel längerer Zeit und besserer Vertrautheit mit der Messung von Breiten- und besonders Längengraden bedurft“.

#### Die Karte des Juan de la Cosa

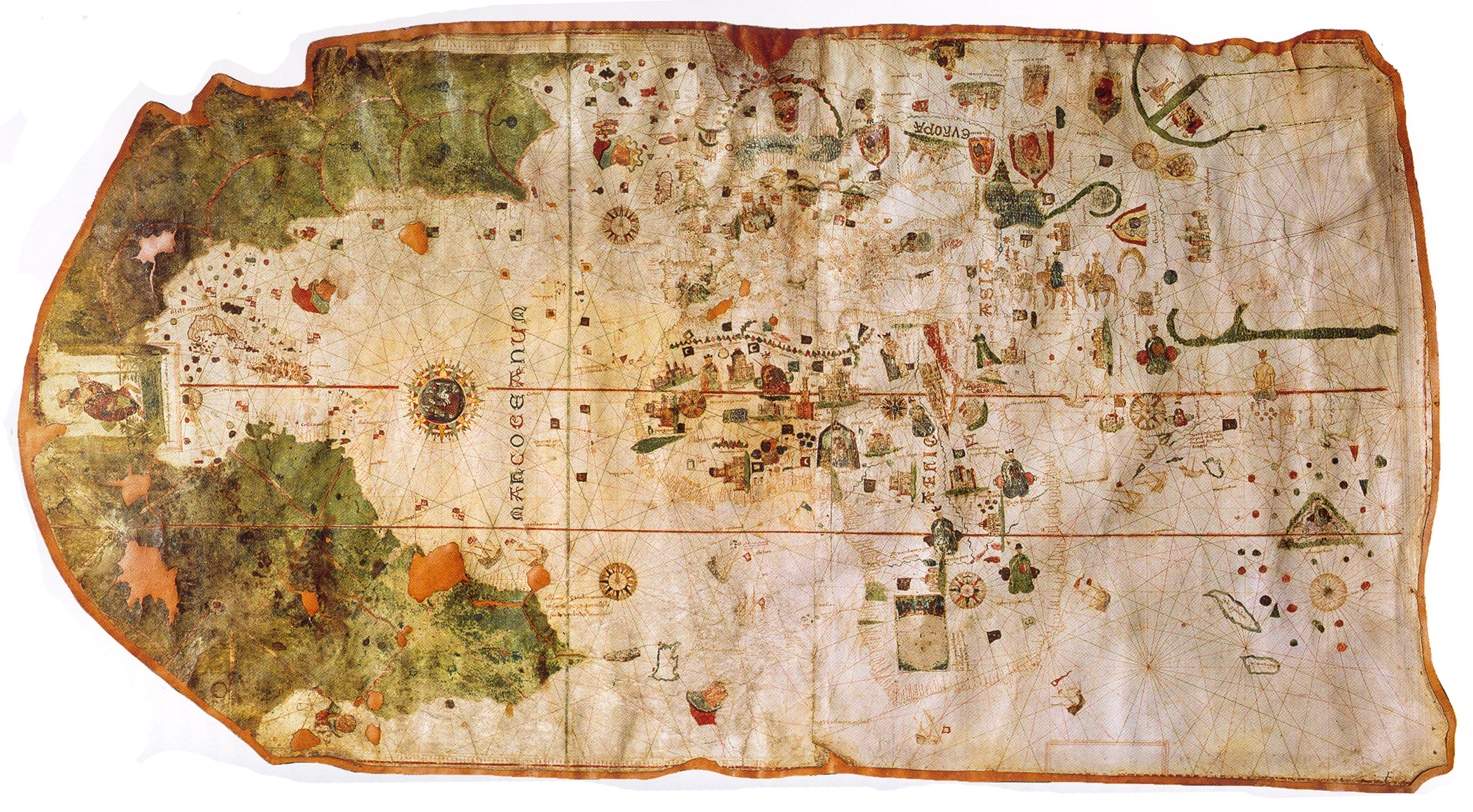
Karte des Juan de la Cosa (1500)

Zusätzlich bezieht sich Sezgin auf die Karte, Juan de la Cosa erstellt hat, der Kolumbus auf seinen ersten drei Reisen als Steuermann begleitete. Zieht man einen Vergleich zwischen dieser Karte, die im Kolophon auf das Jahr 1500 datiert wird, und modernen Karten, so lässt sich erkennen, dass die Darstellung de la Cosas im Hinblick auf die Entfernung zwischen Westafrika und der Nordostküste Brasiliens der Wirklichkeit sehr nahekommt. Darüber hinaus sind die Abweichungen gegenüber der Wirklichkeit bei der Darstellung der Inseln Kuba, Haiti, Jamaika, Puerto Rico (etwa 5°) und der Bahamas sowie des Golfs von Mexiko und der südöstlichen Küste Nordamerikas (zwischen 5° und 10°) sehr gering.
Ein weiterer bemerkenswerter Umstand, auf den Sezgin hinweist, ist das Erscheinen der Küste Südamerikas und der Karibischen Inseln auf der Karte de la Cosas, obwohl deren Entdeckung zwischen 1503 und 1508 stattgefunden haben soll. Verwirft man nicht die im Kolophon genannte Datierung der Karte, nach der sie um 1500 erstellt wurde, so liegt nach Sezgin die Annahme nahe, dass sie auf frühere präkolumbische Erkundungen Amerikas zurückgeht.

#### Die muslimische Vorlage für die drei Karten
Die Karten von Pīrī Re'īs, Alberto Cantino und Juan de la Cosa sind nach Sezgin miteinander verwandt, ohne dass eine den anderen als Vorlage diente. Er vermutet allerdings, dass sie alle drei eine gemeinsame Vorlage hatten. Die Darstellung der Küste Brasiliens auf den drei Karten kommt nach Längen und Breiten der Wirklichkeit sehr nahe, was auch die Position einiger Inseln einschließt. Deshalb nimmt Sezgin an, dass ihnen allen eine graduierte Karte zur Vorlage gedient haben muss. Da der arabisch-islamische Kulturkreis der einzige war, in dem man zu dieser Zeit „die Bestimmung von Längengraden mit hinreichender Genauigkeit beherrschte“, liegt es für ihn nahe, dass auch die Vorlage der drei Karten aus diesem Kulturkreis stammte. Menzies hatte hingegen angenommen, dass die Karten von Pīrī Re'īs und Alberto Cantino eine chinesische Vorlage hatten.
Entscheidend ist für Sezgin die Fähigkeit, genaue Bestimmung der Längengrade zu ermitteln. Betrachtet man, welche Methode die europäischen Seefahrer zur Ermittlung von Längendifferenzen hatten, lässt sich nach ihm zum Schluss kommen, dass sie nicht in der Lage waren, Bestimmungen der Längendifferenzen und Messungen von Distanzen zu liefern. Als Beispiel dient Sezgin hier Kolumbus, dessen Bestimmungen auf der zweiten Reise von der Realität bis zu 38°45 abwichen. Die Muslime bzw. Araber hingegen konnten nach seiner Auffassung zu jener Zeit schon genaue Längengrade bzw. -differenzen ermitteln.

#### Die portugiesische Kopie eines javanischen Atlasses als Beweis
Als Beweis für das hohe kartographische Niveau in der islamischen Welt vor Beginn des 16. Jahrhunderts verweist Sezgin auf die portugiesische Kopie eines 26-teiligen javanischen Atlasses, der den Portugiesen 1511 bei der Eroberung von Malakka durch Afonso de Albuquerque (1445–1515) in die Hände fiel.
Die Darstellung Madagaskars in diesem Atlas ist sehr genau. Darüber hinaus enthält er auch eine Karte der Ostküste Südamerikas, was bereits 1918 von Gabriel Ferrand, einem Forscher auf dem Gebiet der arabisch-islamischen Nautik im Indischen Ozean, staunend bemerkt worden sei. Er habe sich bereits gefragt, wie es möglich ist, dass vor oder im Jahre 1511 ein javanischer Kartograph Kenntnisse über Brasilien verfügte, jedoch keine Antwort parat gehabt. Sezgin schreibt, dass er lange Zeit selbst davon überzeugt gewesen sei, dass die javanischen Nautiker die kartographische Darstellung Südamerikas von den Portugiesen übernommen hatten. Nach erneuter Untersuchung sei er jedoch zu der Auffassung gelangt, dass die Darstellung der Ostküste Südamerikas auf der javanischen Karte anders ist als die auf den drei oben genannten Karten, und es sich um „eine Kopie einer Darstellung der Region handelt, wie sie arabisch-islamische Nautiker im 9./15. Jahrhundert erarbeitet haben müssen“.

### Weitere Hinweise auf präkolumbische muslimische Seefahrten über den Atlantik

#### Eine Aufschrift auf der Weltkarte des Fra Mauro

Die Weltkarte des Fra Mauro (zwischen 1457 und 1459). (Original)

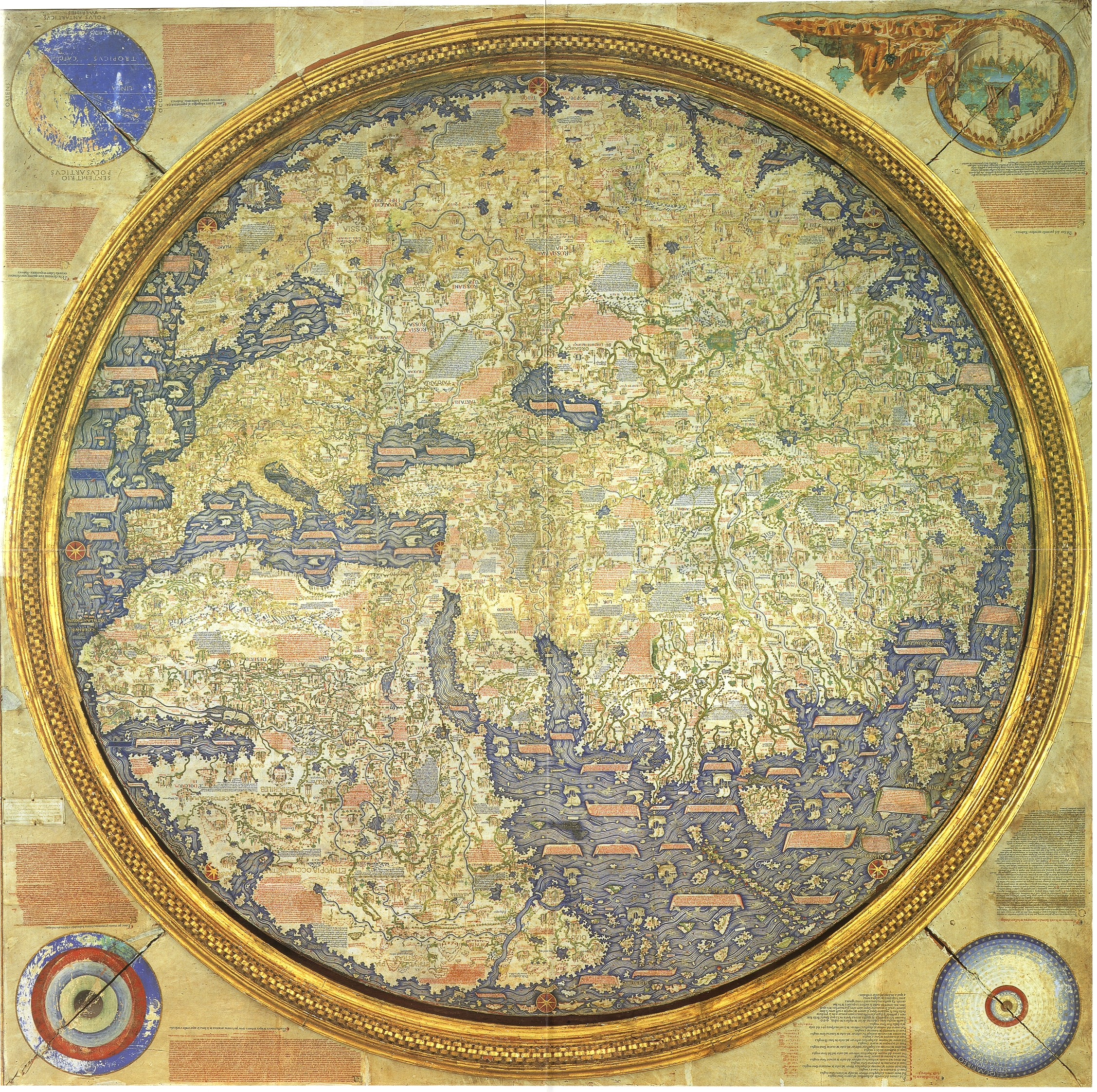
Die Weltkarte des Fra Mauro. (genordet)

Zur Bestätigung seiner Ansicht, „dass Seefahrer aus dem arabisch–islamischen Kulturkreis einen nicht unwesentlichen Teil der Landmasse im Ozean kannten und kartographisch zumindest skizziert haben,“ verweist Sezgin auf die Aufschrift auf der Weltkarte des venezianischen Kartographen Fra Mauro aus dem Jahre 1459. In dieser Aufschrift wird eine Marineexpedition des Jahres 1420 erwähnt, bei der eine Dschunke vom Indischen Ozean um das „Kap Diab“ über die Grünen Inseln im Meer der Finsternis nach den Inseln der Männer und Frauen segelte. Vor Sezgin zog diese Aufschrift bereits die Aufmerksamkeit von Kardinal Placido Zurla auf sich, der in dem Ausdruck „Kap Diab“ das arabische Wort Diyāb (Wölfe) identifizierte, Alexander von Humboldt hatte dazu in seinem Buch Kritische Untersuchungen vermerkt, dass eine besondere Art von Wolf an der südlichen Spitze Afrikas besonders häufig ist. Und der historische Geograph Richard Hennig hatte erkannt, dass der Ausdruck „Meer der Finsternis“ die Bezeichnung der arabischen Geographen für die Hochsee des Atlantiks ist.
Für Sezgin liegt die Annahme nahe, dass mit den „Grünen Inseln“ die Kapverdischen Inseln gemeint sind. Seefahrer hätten auf ihren Reisen über den Atlantik den Stopp auf diesen Inseln zu einem Zwischenaufenthalt nutzen können. In Bezug auf „die Inseln der Männer und Frauen“ stellt er die Vermutung an, dass es sich um die Virgin Islands der Kleinen Antillen in der Karibik handeln könnte.
Die Angabe auf der Karte des Fra Mauro beweist für Sezgin, dass 1420 die Schiffsroute aus dem Indischen Ozean um das Kap der Guten Hoffnung über die Kapverden zu den Inseln der Karibik schon bekannt war und diese Kenntnis vor 1457 Venedig erreichte. Sezgin hält es auch für gesichert, dass es sich um eine „arabische Marineexpedition“ handelte, von der die Aufschrift auf der Fra-Mauro-Karte berichtet. Menzies hatte hingegen die Aufschrift in der Weise gedeutet, dass es um eine chinesische Flotte gehandelt haben muss, von der in der Aufschrift die Rede war.

#### Der Bericht Pigafettas über die Entdeckung der Magellanstraße

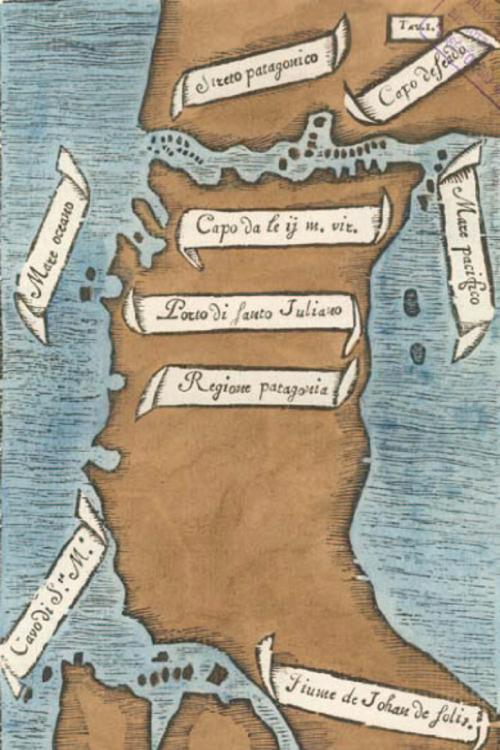
Gesüdete Teilkarte der südlichen Spitze Amerikas von Antonio Pigafetta (um 1521).

Der Chronist Antonio Pigafetta (um 1490–1536), der Ferdinand Magellan (um 1480–1521) auf der ersten Weltumsegelung begleitete, berichtet, dass Magellan die von ihm entdeckte Meeresstraße im Süden Amerikas (zwischen Argentinien und dem Feuerland), die nach ihm Magellanstraße genannt worden ist, bereits vorher auf einer Karte von Martin Behaim (1459–1507) gesehen habe, die der König von Portugal in seinem Schatz aufbewahrt habe. Sofern diese Aussage richtig ist, bedeutet sie, dass Magellan mit einer Karte aufgebrochen sein muss, auf der bereits die Meeresstraße an der südlichen Spitze von Amerika verzeichnet war, was Verwirrung bei den Kartographiehistorikern hervorrief.
Alexander von Humboldt und Richard Hennig hielten die Zuschreibung der Karte an Behaim für fälschlich, lieferten auf die Frage, woher sie denn stammen könnte, jedoch keine Antwort. Sezgin hingegen ist der Meinung, dass diese Karte tatsächlich von Behaim gezeichnet worden ist, jedoch die im königlichen Auftrag hergestellte Kopie einer alten Vorlage ist. Er hält es für sehr wahrscheinlich, dass Kenntnisse von der Meeresstraße im Süden Amerikas schon vor Magellans Expedition in Portugal und Spanien vorhanden waren. Diese Kenntnisse sollen auf eine Karte zurückgehen, die die der portugiesische Kronprinz Dom Pedro 1428 aus dem Orient mitgebracht hatte. Sezgin stützt sich hierbei auf den Bericht des portugiesischen Historiker António Galvão (gest. 1557), demzufolge Dom Pedro in viele Länder gereist war, darunter das Heilige Land, Rom und Venedig, und eine umfassende Weltkarte nach Portugal mitgebracht hatte. Diese Karte, auf der sogar schon die Magellanstraße und das Kap der Guten Hoffnung eingezeichnet gewesen sei, allerdings mit den Namen „Drachenschwanz“ und „Stirn Afrikas“, habe seinem Bruder Heinrich dem Seefahrer bei seinen Entdeckungsreisen sehr geholfen.
Nach Auffassung Sezgins zeigt der Bericht Galvão's eindeutig, dass die Meerenge, die später Magellan-Straße genannt wurde, im arabisch-islamischen Kulturkreis schon lange vor Magellan bekannt war. Kartographische Darstellungen davon seien im frühen 15. Jahrhundert nach Europa gelangt und hätten bei Portugiesen und Spaniern eine gewisse Verbreitung gefunden. Dass die Darstellung Südamerikas auf der Karte Magellans bzw. Antonio Pigafettas „nach arabischer Art“ gesüdet ist, betrachtet Sezgin als Bestätigung seiner These.

### Europäische Entdeckungen auf Grundlage arabisch-islamischer Nautik

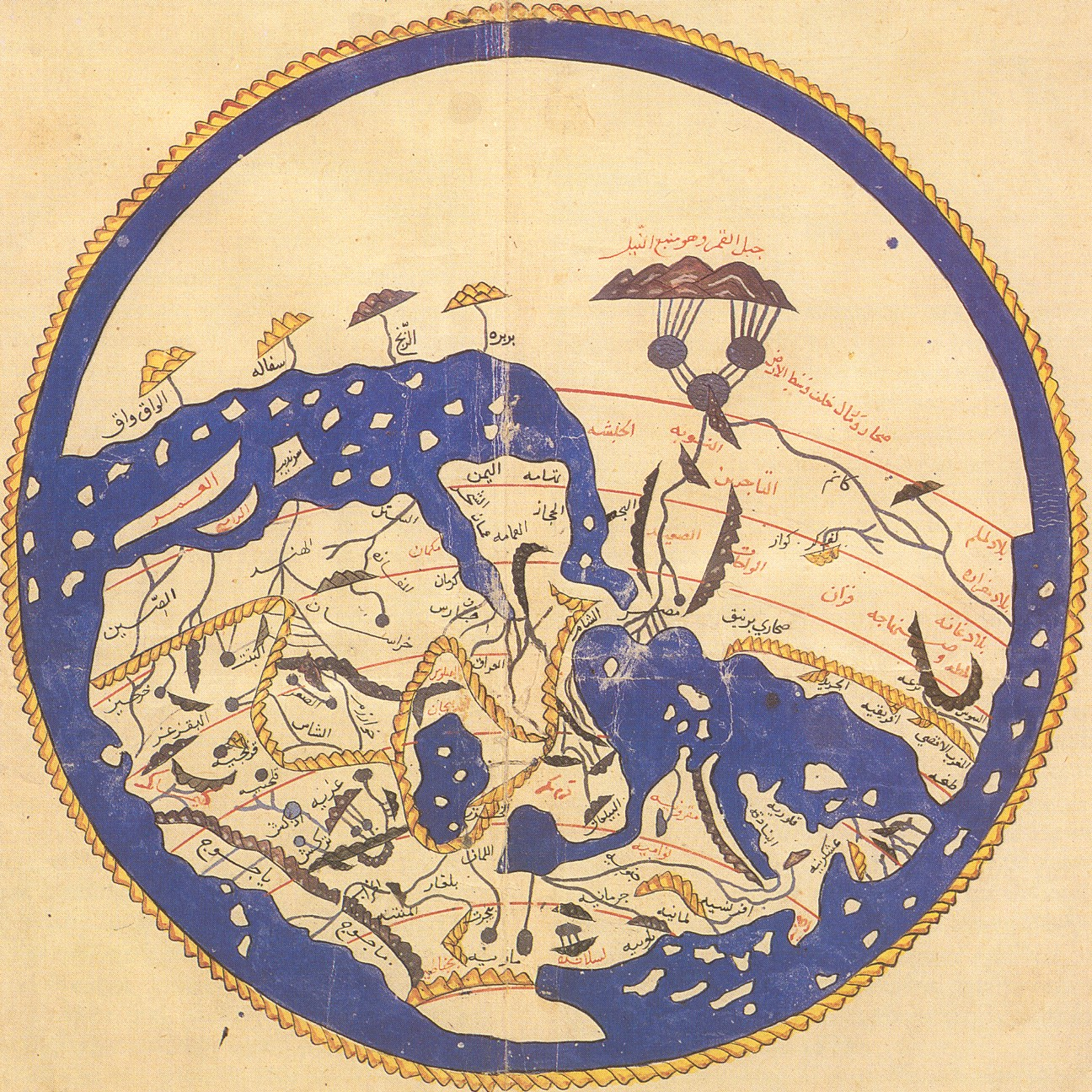
al-Idrīsīs Weltkarte aus dem Jahr 1145. (Rekonstruktion)

Nach Sezgin ist es „eine längst bekannte Tatsache der Geographiegeschichte“, dass die Schwierigkeiten bei der Ermittlung genauer Längenpositionen in Europa bis zum 18. Jahrhundert nicht überwunden werden konnten. Arabische Seefahrer hätten dagegen schon weit früher im Indischen Ozean eine Methode entwickelt, mit deren Hilfe sie genaue Längengrade auf offener See messen konnten. Deshalb meint Sezgin, dass die von ihm besprochenen Karten „von in Astronomie und Kartographie bewanderten Nautikern aus dem arabisch-islamischen Kulturkreis geschaffen“ worden sein müssen.
Sezgin sieht bei der Beschäftigung mit der Thematik zwei Hauptprobleme: Das eine besteht darin, dass „die etwa 800 Jahre dauernde kreative Periode der  Wissenschaften im arabisch-islamischen Kulturkreis von der modernen Fachhistoriographie“ noch nicht in ihrer Bedeutung verstanden wurde, das andere darin, das „die arabischen Geographen und Kartographen nur beiläufig und viel zu wenig über die großen Leistungen ihres Kulturkreises berichten“, so dass nur eine geringe Anzahl von Berichten über die von den Arabern gemachten Entdeckungen erhalten geblieben ist. In diesem Zusammenhang verweist er auf die Ansicht des Sinologen Walter Fuchs, der zufolge das kartographische Erbe der Araber unvollständig überliefert ist und nicht immer die tatsächlichen Kenntnisse ihrer Nautiker widerspiegelt. Sezgin geht davon aus, dass viele Karten verloren gingen, weil sie lose Blätter waren. Nur wenn sie im Rahmen von Büchern überliefert wurden, seien sie erhalten geblieben. Als Beispiel verweist er auf den „berühmten Weltatlas“ der Geographen des abbasidischen Kalifen al-Ma'mūn (reg. 813–833), der ihm zufolge nur in einer Enzyklopädie aus dem Jahre 1340 überliefert ist.
Nach Sezgin haben im arabisch-islamischen Kulturraum große Entwicklungen im Bereich der Bestimmung von Längengraden bereits seit dem 9. Jahrhundert stattgefunden. Die arabisch-muslimischen Seefahrer konnten bereits seit dem 9. Jahrhundert weite Strecken über das offene Meer zurücklegen. Um dies zu belegen, verweist Sezgin auf einen Bericht im Kitāb al-Buldān („Buch der Länder“) von al-Yaʿqūbī (gest. um 903), der die Deutung zulässt, dass schon zu dieser Zeit regelmäßige Seefahrten zwischen Māssa an der Nordwestküste Afrikas und China stattgefunden haben.
Sezgin hält es für erwiesen, dass arabische Seefahrer schon im Mittelalter regelmäßig von Ostafrika quer über den Indischen Ozean nach Sumatra übersetzten. Sowie es Karten, Lotsen, der Jakobsstab und hochentwickelte Schifskompasse aus dem arabisch-islamischen Kulturraum waren, die den Portugiesen halfen, in kurzer Zeit den ganzen Indischen Ozean zu erkunden. waren es seiner Auffassung ebenfalls Karten aus diesem Kulturraum, mit deren Hilfe die europäischen Seefahrer die neue Welt erreichten. So meint er auch, dass die Karte, die der florentinische Astronom Paolo dal Pozzo Toscanelli im Jahre 1474 dem Canonicus Fernam Martins zusandte und von der Kolumbus eine Abschrift besaß, die Redaktion eines arabischen Originals war. Sie bildete nach Sezgin gleichzeitig die Grundlage der Atlantikkarte von Pīrī Re'īs.

### Rezeption

#### Die populärwissenschaftliche Aufarbeitung von Susanne Billig
Sezgins Theorie wird auch in dem 2017 veröffentlichten populärwissenschaftlichen Buch „Die Karte des Pīrī Reʾis. Das vergessene Wissen der Araber und die Entdeckung Amerikas“ der deutschen Wissenschaftsjournalistin Susanne Billig vorgestellt. Wie Billig in ihrem Buch schreibt, war der Verlag C. H. Beck an sie mit dem Vorschlag herangetreten, eine Auswahl der umfangreichen Forschungsarbeiten Sezgins in einem Buch aufzubereiten und allgemeinverständlich darzustellen. Sie hat diesen Vorschlag gerne aufgegriffen, zum einen weil sie nach einem Besuch im Museum des Instituts für Geschichte der arabisch-islamischen Wissenschaften von den dortigen Exponaten fasziniert war, zum anderen weil sie ein solches Buch für ein hilfreiches Mittel gegen die zunehmende Islamfeindlichkeit in Deutschland betrachtete.
Während die Kapitel 2 bis 14 von Billigs Buch die Entwicklung der Wissenschaften im arabisch-islamischen Kulturraum im Mittelalter behandeln, widmet sich das 15. Kapitel Sezgins Theorie von der Entdeckung Amerikas. Billig hält es aufgrund der „Karten, die nur aus arabischer Quelle stammen können“ für „so gut wie sicher“, dass die Araber schon vor europäischen Seefahrern an amerikanische Küsten segelten.

#### Rezeption in der Geschichtswissenschaft
2015 schrieb Michael Kempe, der Leiter der Leibniz-Forschungsstelle der Akademie der Wissenschaften zu Göttingen, einen Artikel in der Neuen Zürcher Zeitung über Sezgins Theorie. Dort wies er auf den Umstand hin, dass die „professionelle Historikerzunft“ dieser Theorie bisher kaum Beachtung geschenkt hat. Zwar schätzt Kempe die Forschungsarbeit und Analyse der historischen Karten von Sezgin positiv ein, doch merkt er kritisch an, dass sich Sezgin ausschließlich auf Literatur aus dem 19. und frühen 20. Jahrhundert gestützt und die aktuelle Fachdiskussion nicht beachtet habe.

## Andere Vertreter und Anhänger der Theorie

### Abdullah Hakim Quick
Ein weiterer Vertreter der Theorie ist der amerikanisch-kanadische Imam Abdullah Hakim Quick mit seinem Buch Deeper Roots: Muslims in the Americas and the Caribbean from before Columbus to the present. Neben den arabischen Berichten zu Seefahrten über den Atlantik und der Karte des Pīrī Re'īs stützt sich Quick auf die Karte eines gewissen Hacı Ahmed aus dem Jahr 1559, arabische Münzen, Ortsnamen, Inschriften, Artefakte, linguistische Sachverhalte sowie Berichte aus dem Logbuch des Kolumbus, um eine muslimische Präsenz in Amerika vor Kolumbus zu beweisen. Allerdings konzentriert er sich vor allem darauf, Beweise für die Präsenz der Mandinka in den Amerikas vor Kolumbus zu liefern.

### As-Sunnah Foundation of America
Auch die unter der Leitung von Hisham Kabbani stehende As-Sunnah Foundation of America, die enge Verbindungen zum Naqschbandīya-Haqqānīya-Orden unterhält, hat sich an der Verbreitung dieser Theorie beteiligt. So stand bis Ende 2020 auf der Website dieser Organisation der Artikel eines gewissen Dr. Youssef Mroueh mit dem Titel Precolumbian Muslims in the Americas, in dem die Ankunft der Muslime in Amerika 996 zurückgeführt wurde. Um im Jahre 1996 das tausendjährige Jubiläum dieses Ereignis zu feiern, sollte ein Vorbereitungskomitee Feierlichkeiten organisieren. Mroueh behandelt in seinem Text das Thema in ähnlicher Weise wie Quick, doch geht er insofern darüber hinaus, als er Kolumbus’ Logbucheintrag vom 29. Oktober 1492 so interpretierte, dass er eine Moschee auf einem Berggipfel an der Nordost-Küste Kubas erblickt habe.

### Recep Tayyip Erdoğan
Der Präsident der Republik Türkei Recep Tayyip Erdoğan behauptete im November 2014 in seiner Ansprache bei einem Gipfel von muslimischen Anführern aus Lateinamerika in Istanbul, dass muslimische Seefahrer bereits drei Jahrhunderte vor Kolumbus Amerika entdeckt hätten, und zwar im Jahre 1178. Dabei bezog sich auch auf die Aussagen Youssef Mrouehs von der As-Sunnah Foundation of America, die Kolumbus’ Logbucheintrag vom 29. Oktober 1492 als Beleg für die Existenz einer Moschee in Kuba werten. Erdoğan kündigte an, dass er dort eine neue Moschee bauen lassen wolle.
Während seines Besuchs in Kuba im Februar 2015 sprach Erdoğan mit dem kubanischen Präsidenten Raúl Castro über seinen Plan, eine Moschee in Havanna errichten zu lassen. Mit dem Bau einer Moschee in Kuba setzt die Türkei ihre „Moschee-Diplomatie“ fort, die Bestandteil ihrer Soft-Power-Strategie ist und auf Ausweitung ihres Einflusses in Lateinamerika abzielt. 2015 wurde eine Moschee in Havanna für die etwa 10.000 Muslime in Kuba eingerichtet, das Erdogan-Projekt hat keine Schritte zur Umsetzung gemacht (Stand: Oktober 2022).

## Bedeutung der Theorie bei den lateinamerikanischen Muslimen
Die Idee der muslimischen Entdeckung Amerikas vor Kolumbus hat auch unter lateinamerikanischen Muslimen viele Anhänger. Sie betrachten ihre Konversion zum Islam als Rückkehr zu ihren wahren Ursprüngen. Deshalb bezeichnen sie diesen Übertritt nicht als Konversion, sondern als Reversion.